# Robert Dawson (Judoka)
Robert Dawson – australijski judoka.
Brązowy medalista mistrzostw Oceanii w 1973 roku.